# El Cantante Laudista
El cantante laudista (The singing lute player), del pintor holandés Hendrick ter Brugghen en el año 1624.
Antes que nada, hay que saber que existen dos ejemplares de esta obra, la original, que se encuentra en The National Gallery en Londres, con medidas de 78.7 x 100.5, y una réplica autógrafa que se encuentra en The Kremer Collection en Ámsterdam que se diferenció por pocos centímetros con una medida de 83.5 x 100.3 centímetros. 
La forma más natural de ver esta obra que fue realizada con óleo sobre tela, por primera vez en un lienzo de 83.5 x 100.3 cm, es apreciando a una especie de músico y cantor o cantante que toca un laúd mientras canta, como nuestro modelo y protagonista en está composición, que mantiene su peso entre el lado inferior izquierdo y en el área superior izquierda, casi en el medio de la pintura, donde podemos apreciar la zona más pesada de la composición, colocando el gesto que nos dice que nuestro protagonista, así como lo dice el título de la obra, es un cantante. 
Se puede apreciar a simple vista el uso de la técnica del claroscuro, donde vemos una paleta de colores, por un lado en tonos ocres, y por el otro lado, tonos claros, que en conjunto crean un alto contraste, característico de la técnica empleada. 
A primera vista, el atractivo principal parece ser el llamativo color del instrumento, que es acompañado de una estructura vertical que ocupa gran espacio de la obra; pero no podemos pasar desapercibido el punto focal del rostro que contrasta con lo oscuro de la pintura, aunque esta solo ocupe una pequeña parte del cuadro, que sin embargo, no le quita lo atractivo a los tonos claros utilizados en la cara del protagonista.

En esta obra, podemos ver a un músico de la época, junto con un laúd el cual aparentemente está tocando. Esta escena, puede tener varios significados, pues el laúd era considerado un símbolo de amor en aquella época, pues era la forma más romántica de cortejar a alguien, mediante la música de su tiempo, así como lo es llevar serenata a alguien que quieres en estos días en el contexto de nuestro país. Pero en este caso, ter Brugghen, no nos ofrece una pista de cual era el significado de esta pieza, pues solo podemos observar de medio cuerpo a nuestro protagonista de la obra, el cual no sabemos si solo era un modelo, o si fue a captura de un momento vivido, pero si podemos decir que este tipo de cuadros, donde se muestra a un músico, fue inspirado en obras de Caravaggio, a quien ter Brugghen admiraba demasiado, tanto que llevó el estilo de Caravaggio a su país de origen. Pero en este caso, yo me quedo con el significado que tenía ser un músico de aquel entonces, pues era una tarea que pocos podían realizar, haciendo de este una pintura que registró el tipo de músicos e instrumento del tiempo, espacio y contexto en el que se encontraban, y así poder imaginar solo un poco, como era la vida de ese entonces.
Hendrick ter Brugghen, fue uno de los primeros Holandeses en tener un acercamiento a las obras de Caravaggio, pues este se encontraba en Italia cuando conoció sus obras y quedó tan cautivado con la técnica del claroscuro, que decidió llevarla hacia su país. Esto dio paso a un estilo “Caravaggistico” situado en el norte de Holanda. Es por esto que el hacer este tipo de pinturas, fue una constante dentro del trabajo de ter Brugghen, pues todos quedaban maravillados del estilo y técnica que este utilizaba. Y es que este artista se volvió popular por retratar muy bien a los músicos de la época, que es normal encontrar varias versiones del mismo cuadro, como lo es en este caso, en el que el artista replicó su misma obra, lo que nos habla de la calidad de artista que fue Hendrick ter Brugghen, al realizar una réplica tan buena, que solo quien se fija en lo pequeños detalles logra ver una diferencia.